# Bevin Prince
Bevin Anne Prince (nascida em 23 de setembro de 1982 em Cary, Carolina do Norte) é uma atriz americana mais conhecida por seu papel de Bevin Mirskey na série da CW One Tree Hill.

## Início da vida
Bevin Príncipe estudou na Saint Mary's School em Raleigh, Carolina do Norte. Ela se formou na UNCW. E de 2002 à 2003 ele foi membro da equipe de dança da UNC Wilmington  .

## Carreira
Em 2004 Bevin interpretou Bevin Mirskey na série de drama adolescente da CW One Tree Hill. Dai desde então esse se tornou o papel mais importante e mais conhecido em sua carreira. Ela fez o retorno à série em sua quinta temporada em um episódio e no final da série, durante sua temporada final na 9ª temporada. Ela tem desde então tem feito participações em outras séries de televisão como Desperate Housewives e House MD.
Em 2009, ela apareceu como Ariel no filme independente do gênero terror chamado Dark House. O filme que estreou no Los Angeles Fangoria Weekend of Horrors , desde então, estreou no Festival de Cinema de Cannes . O filme está atualmente aguardando um acordo de distribuição Straight-to-DVD. Em 2007, ela começou a filmar um novo filme de terror Wreckage . Ela retrata o papel de Faye. O filme que foi anunciado e concluído em Maio de 2009, é alvo de uma versão não identificada de 2010. Ela também está ganhando um MFA em artes cênicas da Faculdade Savannah de Arte e Design. Ela retornou no final da série One Tree Hill em 4/4/12 como sua personagem Bevin Mirskey.

## Filmes
| Ano  | Filmes                  | Personagens | Notas      |
| ---- | ----------------------- | ----------- | ---------- |
| 2008 | I Heart Veronica Martin | Valerie     | 1 Episódio |
| 2009 | Redefining Love         | Gwyn        |            |
| 2009 | Dark House              | Ariel       |            |
| 2010 | Groupie                 | Denise      | Finalizado |
| 2010 | Wreckage                | Faye        | Finalizado |
| 2011 | The Artifact            | Stacey      | Finalizado |

## Televisão
| Ano             | Nome                 | Personagens                       | Notas                                   |
| --------------- | -------------------- | --------------------------------- | --------------------------------------- |
| 2004–2008, 2012 | One Tree Hill        | 41 Episódios (temporadas 1-7 & 9) |                                         |
| 2007            | House MD             | Megan                             | 1 Episódio                              |
| 2009            | Desperate Housewives | Mariana                           | Apareceu na 5ª temporada no episódio 17 |
| 2009            | Electric Spoofaloo   | Amanda                            | Episódio                                |
| 2009            | Floored and Lifted   | Mrs. Mackers                      | 3 Episódios                             |

## Ligações Externas
- Official Site
- Bevin Prince. no IMDb.
- Article at Tv.com